# Meike Fitzner
Meike Fitzner (* 9. Dezember 1969) ist eine ehemalige deutsche Fußballspielerin, deren zwei Vereine aus dem Regionalverband West insgesamt elfmal ein Finalspiel erreichten und sechs gewinnen konnten, wobei sie in vier siegreichen eingesetzt wurde.

## Karriere

### TSV Siegen
Meike Fitzner, die zuvor für die Sportfreunde Werne-West spielte, gehörte von 1989 bis 1995 dem TSV Siegen und – nach vorläufigem Karriereende – von 1997 bis 1999 dem FCR Duisburg 55 als Abwehrspielerin an.
Ihre Premierensaison bestritt sie in der 1985 gegründeten Regionalliga West, die sie mit ihrer Mannschaft als Meister abschloss und sich somit nicht nur als Teilnehmer an der Endrunde um die Deutsche Meisterschaft qualifizierte, sondern auch für die seinerzeit zweigleisige Bundesliga. Zunächst gelang der Einzug ins Finale um die Meisterschaft, das am 24. Juni 1990 vor 3700 Zuschauern im heimischen Leimbachstadion mit 3:0 gegen die SSG 09 Bergisch Gladbach gewonnen wurde. Im Wettbewerb um den nationalen Vereinspokal unterlag man bereits im Achtelfinal-Wiederholungsspiel dem FC Bayern München mit 3:5. In der Premierensaison der Bundesliga schloss ihre Mannschaft die Gruppe Nord als Meister ab. Im Finale, das am 16. Juni 1991 erreicht wurde und in dem sie nicht zum Einsatz kam, siegte ihre Mannschaft erneut  im Leimbachstadion, diesmal vor 4500 Zuschauern mit 4:2 über den FSV Frankfurt. Auch das DFB-Pokal-Finale am 22. Juni 1991 wurde erneut erreicht, jedoch im Berliner Olympiastadion – als Vorspiel zum Männerfinale – vor 5000 Zuschauern mit 0:1 gegen Grün-Weiß Brauweiler verloren. Die Saison 1991/92 endete erneut mit der Meisterschaft in der Gruppe Nord und dem erneuten Sieg im Finale um die Deutsche Meisterschaft, der mit 2:0 an gleicher Stätte wie zuvor, über Grün-Weiß Brauweiler errungen wurde. Auch das DFB-Pokal-Finale am 23. Juni 1992 wurde erneut erreicht, jedoch im Berliner Olympiastadion – als Vorspiel zum Männerfinale – vor 30.000 Zuschauern mit 0:1 gegen den FSV Frankfurt verloren; in allen drei Finalspielen wurde sie jedoch nicht berücksichtigt. Erneut Meister der Gruppe Nord 1993 und das Finale um die Deutsche Meisterschaft erreicht, kam sie diesmal in diesem zum Einsatz – allerdings erst in der 88. Minute für Silvia Neid bei der 1:2-Niederlage n. V. gegen den TuS Niederkirchen; im Finale um den DFB-Pokal hingegen, wurde Grün-Weiß Brauweiler mit 6:5 im Elfmeterschießen bezwungen. Im Jahr darauf ergab sich dieselbe Konstellation: Nach der Meisterschaft in der Gruppe Nord 1994 stieß man im Meisterschaftsfinale erneut auf Grün-Weiß Brauweiler, wobei die Mannschaft am 19. Juni 1994 in Pulheim erneut – und denkbar knapp – mit 1:0 bezwungen werden konnte. Ferner gehörte sie der Mannschaft an, die am 11. August 1992 in Hannover das Spiel um den Supercup mit 4:0 gegen den FSV Frankfurt gewann.

### FCR Duisburg 55
Die Premierensaison der eingleisigen Bundesliga schloss ihr Verein, nunmehr der FCR Duisburg 55, als Drittplatzierter ab, gewann jedoch das DFB-Pokal-Finale am 16. Mai 1998 in Berlin mit 6:2 gegen den FSV Frankfurt. Ihre letzte Saison als Fußballspielerin schloss Fitzner als Zweitplatzierter hinter dem 1. FFC Frankfurt ab, der am 27. August 1998 aus der Frauenfußball-Abteilung der SG Praunheim hervorgegangen war. Gegen diese Mannschaft spielte Fitzner ein letztes Mal ein Pokalfinale in Berlin. Nia Künzers 1:0-Siegtreffer in der 43. Minute ließ den Traum vom erneuten Titel Fitzners platzen.

## Erfolge
TSV Siegen
- Deutscher Meister 1990, 1991, 1992, 1994, -Finalist 1993
- DFB-Pokal-Sieger 1993, -Finalist 1991, -Finalist 1992, -Finalist 1995
- DFB-Supercup-Sieger 1992

FCR Duisburg 55
- DFB-Pokal-Sieger 1998, -Finalist 1999